# Eumetula arctica
Eumetula arctica är en snäckart som först beskrevs av Mörch 1857.  Eumetula arctica ingår i släktet Eumetula och familjen Cerithiopsidae. Enligt den svenska rödlistan är arten starkt hotad i Sverige. Arten förekommer i Götaland. Artens livsmiljö är havet. Inga underarter finns listade i Catalogue of Life.